# Simone Kupfner
Simone Kupfner (* 1. Februar 1996) ist eine ehemalige österreichische Biathletin.

## Karriere
Simone Kupfner lebt in Kufstein und startete für den WSV Schwoich. 
Kupfner gab ihr internationales Debüt im Rahmen der Biathlon-Juniorenweltmeisterschaften 2013 in Obertilliach, wo sie nach einem 35. Rang im Einzel beim Verfolgungsrennen als 13. ihr bestes Resultat erreichte. Auch 2014 Presque Isle verbesserte sie sich nach Platz 24 im Sprint wieder stark im Verfolgungsrennen und wurde 12. Mit Julia Schwaiger und Susanna Kurzthaler gewann sie zudem die Bronzemedaille im Staffelrennen. Kurz zuvor nahm Kupfner auch an den Juniorinnenrennen der Biathlon-Europameisterschaften 2014 in Nové Město na Moravě teil, bei denen sie die Plätze 28 im Einzel, 18 im Sprint, 15 in der Verfolgung und fünf mit der Staffel erreichte. Im weiteren Saisonverlauf kam sie in Tjumen bei den Sommerbiathlon-Weltmeisterschaften 2014 auf die Plätze sechs im Sprint und 17 der Verfolgung der Juniorinnenrennen. 2011 und 2012 gewann sie sechs Titel bei nationalen Juniorenmeisterschaften.
2014 gab Kupfner ihr internationales Debüt bei den Frauen im IBU-Cup. In Obertilliach gewann sie als 27. eines Einzels sogleich erste Punkte und wurde mit Christina Rieder, Tobias Eberhard und Friedrich Pinter Siebte im Mixed-Staffelrennen. Zum Beginn des Jahres 2015 kam Kupfner in Oberhof zu ihrem ersten Einsatz im Biathlon-Weltcup. Mit Lisa Hauser, Dunja Zdouc und Katharina Innerhofer erreichte sie als Schlussläuferin im Staffelrennen als Achtplatzierte sogleich eine Top-Ten-Platzierung. Es folgten mehrere Einsätze in Staffelrennen, unter anderem bei den Biathlon-Weltmeisterschaften 2015 im finnischen Kontiolahti, wo die österreichische Damenstaffel den elften Rang belegte.
National wurde Kupfner 2014 mit Magdalena Fankhauser und Susanna Kurzthaler als Vertretung Tirols Vizemeisterin im Staffelrennen.
Im April 2020 beendete Kupfner ihre Karriere.

## Biathlon-Weltcup-Platzierungen
Die Tabelle zeigt alle Platzierungen (je nach Austragungsjahr einschließlich Olympische Spiele und Weltmeisterschaften).
- 1.–3. Platz: Anzahl der Podiumsplatzierungen
- Top 10: Anzahl der Platzierungen unter den ersten zehn (einschließlich Podium)
- Punkteränge: Anzahl der Platzierungen innerhalb der Punkteränge (einschließlich Podium und Top 10)
- Starts: Anzahl gelaufener Rennen in der jeweiligen Disziplin

| Platzierung | Einzel | Sprint | Verfolgung | Massenstart | Staffel | Gesamt |
| ----------- | ------ | ------ | ---------- | ----------- | ------- | ------ |
| 1. Platz    |        |        |            |             |         |        |
| 2. Platz    |        |        |            |             |         |        |
| 3. Platz    |        |        |            |             |         |        |
| Top 10      |        |        |            |             | 3       | 3      |
| Punkteränge |        |        |            |             | 6       | 6      |
| Starts      | 1      | 2      |            |             | 6       | 9      |